# Thecla santans
Thecla santans är en fjärilsart som beskrevs av Dyar 1926. Thecla santans ingår i släktet Thecla och familjen juvelvingar. Inga underarter finns listade i Catalogue of Life.